# Relazioni bilaterali tra Polonia e Jugoslavia

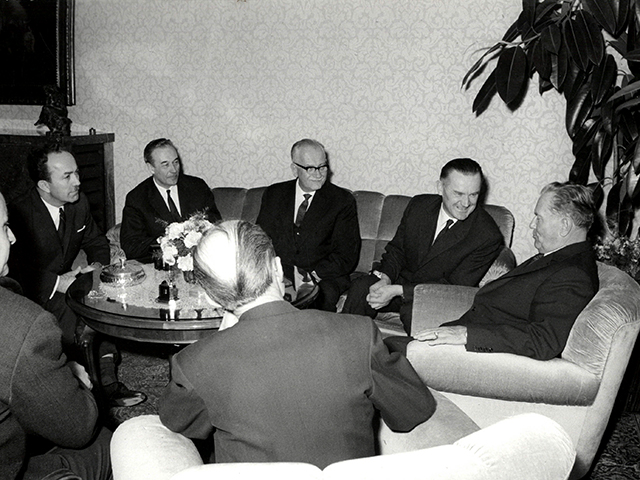
Primi ministri della Repubblica popolare polacca Piotr Jaroszewicz a Belgrado nel 1964.

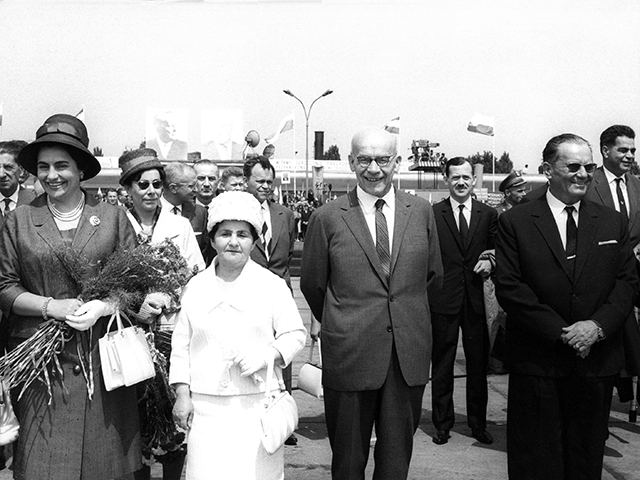
Il presidente Tito a Varsavia (1964).

Le relazioni bilaterali tra Polonia e Iugoslavia erano i rapporti bilaterali sorti nel periodo interbellico fra lo stato polacco e lo stato iugoslavo. Sia la Polonia che la Iugoslavia subirono fortemente le disastrose conseguenze della Seconda guerra mondiale e dell'occupazione tedesca e svilupparono quindi movimenti di resistenza che combatterono clandestinamente contro le forze occupanti dell'asse. 
Al termine del conflitto mondiale, sia la Polonia che la Iugoslavia gravitarono nella sfera d'influenza sovietica, anche se la Iugoslavia di Tito mantenne sempre una fiera autonomia dalla Russia sovietica; questo fu reso possibile dal fatto che il comunismo iugoslavo si impose autonomamente senza necessità di sostegno militare sovietico. Nel 1946 le due nazioni firmarono l'Accordo di Amicizia e Mutua Assistenza. I rapporti fra Polonia e Iugoslavia subirono un brusco arresto allorché nel 1948 le tensioni fra Tito e Stalin portarono alla sospensione dei rapporti fra la Iugoslavia ed il blocco sovietico, fra cui anche la Repubblica Popolare di Polonia. La situazione vide un leggero miglioramento con la Dichiarazione di Belgrado del 1955, ma in quel tempo ormai la Iugoslavia aveva avviato la sua politica estera non allineata nel corso della Guerra fredda. 
Le relazioni con la Polonia si normalizzarono in seguito per via di un numero significativo di turisti polacchi che trascorrevano le vacanze estive sulla costa adriatica, principalmente nella Repubblica Socialista di Croazia. La cooperazione culturale fra i due stati venne ripristinata il 6 luglio 1956 sulla base dell'accordo firmato a Belgrado in questa data. Le relazioni bilaterali vennero nuovamente interrotte per qualche tempo quando il Patto di Varsavia invase la Cecoslovacchia nel 1968; in questa occasione Polonia e Iugoslavia si trovarono infatti a combattere su fronti opposti.
A causa della dissoluzione della Iugoslavia, le relazioni bilaterali fra Polonia e Iugoslavia vennero meno.